# Sangar (ort i Iran)
Sangar (persiska: سنگر) är en ort i Iran.   Den ligger i provinsen Gilan, i den nordvästra delen av landet, 220 km nordväst om huvudstaden Teheran. Sangar ligger 18 meter över havet och antalet invånare är 6 388.
Terrängen runt Sangar är huvudsakligen platt, men åt sydväst är den kuperad.Runt Sangar är det ganska tätbefolkat, med 199 invånare per kvadratkilometer. Närmaste större samhälle är Rasht, 14,2 km nordväst om Sangar. Trakten runt Sangar består till största delen av jordbruksmark.